# Creative director
Creative director (CD), även kreativt ansvarig, är den engelska benämningen för konstnärlig ledare. I Sverige används den engelska termen framför allt inom konfektion- och modebranschen, men även inom PR- och reklambranschen. En creative directors roll är att skapa och/eller styra strategier samt stödja och ge råd i den kreativa processen. 
Inom reklam- och PR-branschen betecknar creative director vanligen en kreatör i en chefsroll, som leder andra kreatörer inom bild och layout (art director) respektive text (copywriter). En creative director är oftast en seniorkreatör med bakgrund som copywriter eller art director.
Inom modebranschen har en creative director en liknande roll som en art director i reklambranschen och står därmed för den estetiska kreativiteten.